# San Pedro de Urabá
San Pedro de Urabá ist eine Gemeinde (municipio) im Departamento Antioquia in Kolumbien in der Nähe der Karibikküste.

## Geographie
San Pedro de Urabá liegt im Nordwesten  Antioquias, in der Subregion Urabá, 409 km von Medellín entfernt, auf einer Höhe von 200 m ü. NN und hat eine Durchschnittstemperatur von 27 °C. Die Gemeinde grenzt im Norden an Arboletes, im Osten an Valencia im Departamento de Córdoba, im Süden an Tierralta (Córdoba) und im Westen an Turbo.

## Bevölkerung
Die Gemeinde San Pedro de Urabá hat 33.150 Einwohner, von denen 15.098 im städtischen Teil (cabecera municipal) der Gemeinde leben (Stand: 2022).

## Geschichte
San Pedro de Urabá wurde 1948 von den Brüdern Pedro und Agustín Cuadrado gegründet und zunächst von Siedlern aus Córdoba und Chocó besiedelt. Seit 1978 hat San Perdo de Urabá den Status einer Gemeinde.

## Wirtschaft
Die wichtigsten Wirtschaftszweige von San Pedro de Urabá sind die Landwirtschaft, die Rinderproduktion und die Holzwirtschaft.

## Söhne und Töchter der Stadt
- Darleys Pérez (* 1983), Boxer
- Ceiber Ávila (* 1989), Boxer